# Diphyus integratus
Diphyus integratus là một loài tò vò trong họ Ichneumonidae.